# Соколовке
Соколовке (лат. Falconiformes) су ред птица грабљивица.

## Распрострањеност
Ред је космополитски. Ове птице распрострањене су широм света, осим у шумама централне Африке, неким удаљеним океанским острвима, на Арктику и Антарктику. Неке врсте су веома широко рапрострањене, као, на пример, сиви соко, који насељава просторе од Гренланда до Фиџија. Неке врсте, углавном из рода соколова су све птице селице, са неким врстама које лето проводе у Евроазији, а зиму у потпуности у Африци, и са неким врстама које су делимично селице. Амуров соко има најдужу миграцију: прелази из источне Азије у јужну Африку.

## Систематика
Систематика птица грабљивица је изузетно сложена. Раније су се птице грабљивице делиле на дневне (соколови) и ноћне (сове) грабљивице. Али, новија истраживања указују на нејединство сродности унутар овако одређених скупина, па се јавља подела дневних грабљивица на редове Falconiformes, Accipitriformes и Cathartiformes. Данас породице Accipitridae, Pandionidae и Sagittariidae које су у прошлости сврставане у ред Falconiformes чине ред Accipitriformes.